# Bolbé
Bolbé (řecky: Βόλβη) je v řecké mytologii nesmírně krásná jezerní bohyně nebo nymfa která přebývala v makedonském jezeře stejného jména (dnes jezero Volvi). Je dcerou boha Okeana a bohyně Téthys. Stejně jako u ostatních jezerních bohů a bohyň byly její potomci limnády, nymfy žijící ve sladkovodních jezerech. Podle Athénaiose je matkou Olyntha kterého měla s Héraklém.